# بریستوی
بریستوی (به چکی: Bříství) یک منطقهٔ مسکونی در جمهوری چک است که در ناحیه نیمبورک واقع شده‌است. بریستوی ۳٫۶۰ کیلومتر مربع مساحت و ۳۶۰ نفر جمعیت دارد و ۱۹۳ متر بالاتر از سطح دریا واقع شده‌است.